# Cicloserina
La cicloserina è un composto organico a struttura ciclica che presenta all'interno del suo anello a cinque termini due eteroatomi. La cicloserina ha una struttura simile all'amminoacido D- alanina e agisce interferendo con la formazione della parete cellulare dei batteri. La cicloserina, oltre ad essere un antibiotico ad ampio spettro d'azione è anche un anti-tubercolare di seconda scelta. Dalla cicloserina deriva un antitubercolare maggiormente attivo rispetto alla molecola progenitrice, il terizidone.
La cicloserina è stata scoperta nel 1954 dallo Streptomyces orchidaceus. È inclusa nell'elenco dei medicinali essenziali dell'Organizzazione mondiale della sanità, che riporta i medicinali più efficaci e sicuri necessari in un sistema sanitario.

## Meccanismo d'azione
Agisce inibendo due enzimi, la D-alanina-D-alanina sintetasi e l'alanina-racemasi, che catalizzano la sintesi della parete batterica dei micobatteri in particolare.
Presenta adeguate caratteristiche farmacocinetiche e farmacodinamiche, in quanto somministrato per via parenterale, viene assorbito efficacemente e ha un buon volume apparente di distribuzione.

## Utilizzo
Lo spettro di azione di questo farmaco è ampio, orientato principalmente sui Batteri Gram-positivi, in particolare Stafilococchi e Streptococchi, anche resistenti, ed anche enterobatteri e su alcuni batteri gram negativi come l'Haemophilus influenzae e l'Escherichia coli. A causa della sua tossicità viene utilizzato solamente come antitubercolare di seconda scelta.

### Tubercolosi
La cicloserina è classificata come farmaco di seconda scelta per il trattamento della tubercolosi, quindi viene adoperata solo se uno o più farmaci di prima scelta non possono essere utilizzati, come nel caso in cui si abbia a che fare con ceppi di M. tuberculosis resistenti ai farmaci e ampiamente resistenti ai farmaci. Un altro motivo per l'uso limitato del farmaco sono gli effetti collaterali neurologici, poiché è in grado di penetrare nel sistema nervoso centrale e causare mal di testa, sonnolenza, depressione, vertigini, confusione, parestesie, disartria, irritabilità, psicosi, convulsioni e tremori. Il sovradosaggio di cicloserina può causare paresi, convulsioni e coma. Il consumo di alcol può aumentare il rischio di convulsioni. La somministrazione concomitante di piridossina può ridurre l'incidenza di alcuni degli effetti collaterali sul SNC (ad es. le convulsioni) causati dalla cicloserina.

## Effetti collaterali
Attraversando efficacemente la barriera emato-encefalica, penetra facilmente all'interno del sistema nervoso centrale, provocando svariati effetti collaterali, poiché è molto tossica. Infatti il suo impiego ed uso è alquanto raro. Gli effetti collaterali comuni includono reazioni allergiche, convulsioni, sonnolenza, instabilità e intorpidimento. Non è raccomandato nelle persone con insufficienza renale, epilessia, depressione o alcolisti. Non è chiaro se l'uso durante la gravidanza è sicuro per il bambino.